# Рандал (Минесота)
Рандал (енгл. Randall) град је у америчкој савезној држави Минесота.

## Демографија
По попису из 2010. године број становника је 650, што је 115 (21,5%) становника више него 2000. године.
| Група             | 2000.       | 2010.       |
| Белци             | 517 (96,6%) | 632 (97,2%) |
| Афроамериканци    | 0 (0,0%)    | 4 (0,6%)    |
| Азијати           | 0 (0,0%)    | 0 (0,0%)    |
| Хиспаноамериканци | 1 (0,2%)    | 7 (1,1%)    |
| Укупно            | 535         | 650         |